# 林兆珂
林兆珂（1548年—？），字懋忠，福建興化府莆田縣人，軍籍，明朝政治人物。

## 生平
萬曆元年（1573年）癸酉科福建鄉試第四十六名。萬曆二年（1574年）甲戌科會試第一百二十六名，登廷試第三甲第五十六名進士。授蒙城知縣，改儀封縣教授，升國子監助教，轉博士、監丞，在成均七年，董其昌、范允臨皆所取士。歷官刑部主事、员外、郎中，出知廉州，丁内外艱，補知衡州，又補安庆，十年三典大郡，辛丑大计後請假归乡，遂不起。家居二十載，卒。

## 著作
有《林伯子诗钞》，作《毛诗多识编》、《宙合编》、《考工记述注》、《檀弓述注》、《楚辞述注》、《注大明律例》等，另著《挈朋草稿》六卷。

## 家族
曾祖父林垠，贈通議大夫兵部右侍郎兼都察院右僉都御史；祖父林富，曾任通議大夫兵部右侍郎兼都察院右僉都御史；父林萬言。母黃氏。重庆下。弟兆珩、兆琦、兆珫。